# مایکل فورسایت (بازیکن فوتبال)
مایکل فورسایت (انگلیسی: Michael Forsyth؛ زادهٔ ۲۰ مارس ۱۹۶۶) بازیکن فوتبال اهل بریتانیا است.
از باشگاه‌هایی که در آن بازی کرده‌است می‌توان به باشگاه فوتبال وست برومویچ آلبیون، باشگاه فوتبال هرفورد یونایتد، باشگاه فوتبال دربی کانتی، باشگاه فوتبال برتون آلبیون، باشگاه فوتبال نوتس کانتی، و باشگاه فوتبال وایکام واندررز اشاره کرد.